# 德比郡足球俱乐部
德比郡足球俱乐部（英語：Derby County Football Club），是英格蘭德比的職業足球隊，成立於1884年，是足球聯盟創始成員。德比郡最光輝時期為上世紀七十年代，球隊曾在1972年及1975年兩奪當時頂級聯賽英甲的冠軍，並在1973年打入歐洲冠軍球會盃最後四強。打比郡於1980年降至次級聯賽英乙作賽，在八十年代浮沉在英甲、英乙、英丙三級聯賽之間，1991年打比郡再次降落英乙後，一直至1996年，取得英甲(第二級)亞軍首次升上英超，角逐了六個球季，2002年護級失敗降落英冠。
2006/07年度球季打比郡在升班附加賽決賽1-0擊敗西布朗，再次升上英超作賽，但該季打比郡在3月底以提前6輪確定遭到降級，更以創英超單季最低得分紀錄的11分結束，2008年回降英冠後直至2022年更降落英甲出賽。2024年打比郡取得英甲亞軍，來屆返回英冠作賽。
打比郡主場為公園球場（Pride Park Stadium）。2013年至2016年稱為「iPro體育場」（iPro Stadium）。

## 大事紀年
| 年 份   | 事 項 |
| ------- | --- |
| 1884    | 球隊成立 |
| 1888-89 | 足球聯盟創結成員 |
| 1891    | 合併足球隊 |
| 1894-95 | 聯賽排第十五位，鄰選賽2-1擊敗，保留席位 |
| 1895-96 | 聯賽亞軍。晉身足總杯四強 |
| 1896-97 | 晉身足總杯四強 |
| 1897-98 | 決賽1-3負於，足總杯亞軍 |
| 1898-99 | 決賽1-4負於 ，足總杯亞軍 |
| 1901-02 | 晉身足總杯四強 |
| 1902-03 | 決賽0-6負於，足總杯亞軍 |
| 1903-04 | 晉身足總杯四強 |
| 1907    | 甲組聯賽排第十九位，降級乙組 |
| 1908-09 | 晉身足總杯四強 |
| 1911-12 | 乙組聯賽冠軍，升級甲組 |
| 1914    | 甲組聯賽排第廿位，降級乙組 |
| 1914-15 | 乙組聯賽冠軍，升級甲組 |
| 1921    | 甲組聯賽排第廿一位，降級乙組 |
| 1922-23 | 晉身足總杯四強 |
| 1925-26 | 乙組聯賽亞軍，升級甲組 |
| 1929-30 | 甲組聯賽亞軍 |
| 1932-33 | 晉身足總杯四強 |
| 1935-36 | 甲組聯賽亞軍 |
| 1945-46 | 決賽4-1擊敗，足總杯冠軍 |
| 1947-48 | 晉身足總杯四強 |
| 1953    | 甲組聯賽排第廿二位，降級乙組 |
| 1955    | 乙組聯賽排第廿二位，降級北部丙組 |
| 1955-56 | 北部丙組聯賽亞軍 |
| 1956-57 | 北部丙組聯賽冠軍，升級乙組 |
| 1967-68 | 晉身聯賽杯四強 |
| 1968-69 | 乙組聯賽冠軍，升級甲組 |
| 1971-72 | 甲組聯賽冠軍 |
| 1972-73 | 晉身歐洲杯四強 |
| 1974-75 | 甲組聯賽冠軍（第二次） |
| 1975-76 | 晉身足總杯四強 |
| 1980    | 甲組聯賽排第廿一位，降級乙組 |
| 1984    | 乙組聯賽排第廿位，降級丙組 |
| 1985-86 | 丙組聯賽季軍，升級乙組 |
| 1986-87 | 乙組聯賽冠軍，升級甲組 |
| 1991    | 甲組聯賽排第廿位，降級乙組 |
| 1991-92 | 乙組聯賽排第三位，附加賽準决賽兩回合累計4-5負於 |
| 1992-93 | 超聯成立，乙組重組為甲組《II》 |
| 1993-94 | 甲組《II》聯賽排第六位，附加賽準决賽兩回合累計5-1擊敗，溫布萊決賽1-2負於莱斯特城                                                                                     |
| 1995-96 | 甲組《II》聯賽亞軍，升級超聯 |
| 2002    | 超聯排第十九位，降級甲組《II》 |
| 2004-05 | 甲組《II》更名“冠軍聯賽”。冠軍聯賽排第四位，附加賽準決賽兩回合累計0-2負於普雷斯頓                                                                                    |
| 2006-07 | 冠軍聯賽排第三位，附加賽準決賽兩回合累計4-4，十二碼4-3擊敗，溫布萊決賽1-0擊敗，升級超級聯賽                                                                          |
| 2007-08 | 超聯排第廿位，降級冠軍聯賽，是英超歷史上首次有球隊在三月份就確定降班，而且還創下了一系列聯賽最差紀錄，包括最低得分（11分）、最少勝場（1場）、最差得失球（-69球）等。 |
| 2008-09 | 晉級聯賽盃四強 |
| 2013-14 | 冠軍聯賽排第三位，附加賽準決賽兩回合累計6-2擊敗，温布萊決賽0-1負於                                                                                                   |
| 2015-16 | 冠軍聯賽排第五位，附加賽準決賽兩回合累計2-3負於 |
| 2017-18 | 冠軍聯賽排第六位，附加賽準決賽兩回合累計1-2負於富咸 |
| 2018-19 | 冠軍聯賽排第六位，附加賽準決賽兩回合累計4-2擊敗列斯聯，決賽以1-2負於阿士東維拉                                                                                       |
| 2021-22 | 進入破產託管程序+財務違規累積被扣21分；冠軍聯賽排第廿三位，降級英甲聯賽。                                                                                            |
| 2023-24 | 甲組聯賽亞軍，升級冠軍聯賽。 |

## 近況

### 盃賽成績
| 圈數     | 日期          | 主／客   | 對賽球隊 | 紀錄                           |
| 聯 賽 盃 | 聯 賽 盃      | 聯 賽 盃 | 聯 賽 盃 | 聯 賽 盃                       |
| -------- | ------------- | -------- | -------- | ------------------------------ |
| 第一圈   | 2020年9月5日  | 客       | 巴羅     | 和0 - 0 互射十二碼勝3 - 2      |
| 第二圈   | 2020年9月16日 | 主       | 普雷斯頓 | 負1 - 2 （页面存档备份，存于） |
| 足 總 盃 |               |          |          |                                |
| 第三圈   | 2021年1月9日  | 客       | 佐利     | 負0 - 2 （页面存档备份，存于） |

## 主場球場

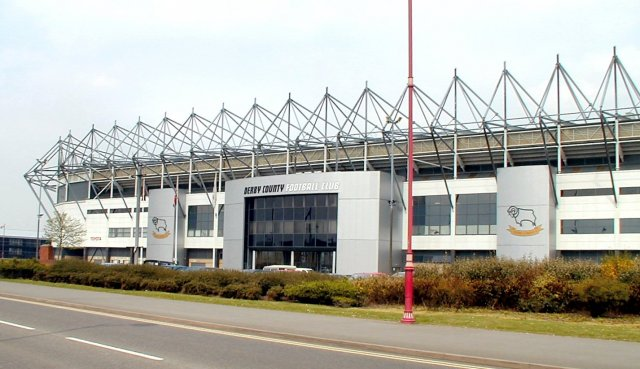
普莱德公园球场

### 派迪公園球場
派迪公園球場（Pride Park Stadium）位於英格蘭德比 (英格蘭)市外圍派迪公園（Pride Park）商業園內，可容33,597名觀眾。在1997年7月18日由英女皇伊莉莎白二世主持開幕，取代“棒球場”成為打吡郡的新主場球場。首場對溫布頓（現時的“米爾頓凱恩斯”）的比賽途中因汛光燈故障而被迫腰斬。
派迪公園球場曾舉行三場英格蘭廿一歲國際賽及一場大國腳國際友誼賽，在2001年5月27日英格蘭以4-0擊敗墨西哥，全場滿座的33,597名觀眾亦是派迪公園球場開幕以來的最高入座紀錄。
2013年11月13日宣佈與運動飲料「iPro Sport」達成價值700萬英鎊的10年球場冠名贊助協議，於12月7日主場迎戰黑池將公園球場（Pride Park Stadium）正式命名「iPro體育場」（iPro Stadium）。2016年11月18日，球會宣布與「iPro Sport」終止球場冠名贊助協議，並於2017年1月起將球場重新命名為派迪公園球場。

### 棒球場
棒球場（Baseball Ground）在1890年啟用時是作為（Derby County Baseball Club）的比賽場地，打吡郡在成立初期間中使用作主場比賽，在其伙伴逐漸引退，於1895年正式採用為主場球場。全盛時期棒球場可容高達42,000觀眾（全立席），及後轉為全座席球場時僅可容18,300觀眾，1997年打吡郡遷入新的派迪公園球場後，棒球場被用作預備隊比賽球場，直到2003年才被拆卸改建為住宅。棒球場在1911年2月11日舉行唯一一次國際賽，英格蘭以2-1在本土四角賽中擊敗北愛爾蘭。

## 敵對球隊
打吡郡最凶猛的敵對球隊是，其基地位於打吡市東北僅數英哩外的诺丁汉，兩會的對陣被稱為「東密德蘭打吡」（East Midlands Derby），取勝的球隊可獲頒「白賴仁·哥洛夫錦標」（Brian Clough Trophy）。
而球隊亦與另一支東米德蘭茲球隊莱斯特城有相對較低及不明顯的敵對關係，而與1970年代初一時瑜亮的有更深的「牙齒印」，主要源於當時兩會的主帥白賴仁·哥洛夫（Brian Clough）和唐·李維之間的恩怨。

## 榮譽

2009-2013年會徽

| 榮譽                      | 次數        | 年度                                       |
| 聯 賽 比 賽               | 聯 賽 比 賽 | 聯 賽 比 賽                                |
| ------------------------- | ----------- | ------------------------------------------ |
| 甲組〈I〉聯賽 冠軍        | 2           | 1971/72年、1974/75年                       |
| 甲組〈I〉聯賽 亞軍        | 3           | 1895/96年、1929/30年、1935/36年            |
| 乙組〈II〉聯賽 冠軍       | 4           | 1911/12年、1914/15年、1968/69年、1986/87年 |
| 甲組〈II〉聯賽 亞軍       | 1           | 1995/96年                                  |
| 乙組〈II〉聯賽 亞軍       | 1           | 1925/26年                                  |
| 冠軍〈II〉聯賽附加賽 冠軍 | 1           | 2006/07年                                  |
| 丙組〈III〉聯賽 季軍      | 1           | 1985/86年                                  |
| 北區丙組聯賽 冠軍         | 1           | 1956/57年                                  |
| 北區丙組聯賽 亞軍         | 1           | 1955/56年                                  |
| 杯 賽 比 賽               |             |                                            |
| 足總杯 冠軍               | 1           | 1945/46年                                  |
| 足總杯 亞軍               | 3           | 1897/98年、1898/99年、1902/03年            |
| 慈善盾 冠軍               | 1           | 1975/76年                                  |
| 德士古杯 冠軍             | 1           | 1971/72年                                  |
| 沃特尼杯 冠軍             | 1           | 1970/71年                                  |
| 英義盃 亞軍               | 1           | 1992/93年                                  |

## 著名球星
- （Wayne Rooney，2020-2021 ）
- （Shaun Barker，2009-2015）
- （Steve Bloomer，1893-94, 1905-06）
- 雅治·甘美爾（Archie Gemmill，1970-1984）
- 查理·佐治（Charlie George，1975-1978, 1982）
- （Kevin Hector，1966-78，1980-82）
- 阿倫·軒頓（Alan Hinton，1967-1975）
- 戴夫·麥基（Dave Mackay，1968-1971）
- 萊·麥花倫（Roy McFarland，1967-1983）
- 保羅·麥格夫（Paul McGrath，1996-1997）
- 基斯·鮑維（Chris Powell，1996-1998）
- （Fabrizio Ravanelli，2001-2003）
- （Bruce Rioch，1974-1979）
- （Peter Shilton，1987-1992）
- （Dean Saunders，1988-1991）
- 哥連·鐸（Colin Todd，1971-1978）
- （Paulo Wanchope，1997-1999）

## 球衣贊助
- 1884-1980年：未有贊助
- 1980-1981年：英倫航空（British Midland）
- 1981-1984年：Patrick
- 1984-1986年：巴斯啤酒廠（Bass）
- 1986-1987年：Sportsweek
- 1987-1991年：麥士維電訊公司（Maxwell Communications Corporation）
- 1991-1995年： Auto Windscreens
- 1995-1998年：彪馬（PUMA）
- 1998-2001年：電子資訊系統有限公司（EDS）
- 2001-2005年：Marston's Pedigree
- 2005-2008年：Derbyshire Building Society
- 2008-2010年：龐巴迪公司（Bombardier）
- 2010-2014年：buymobiles.net [7]
- 2014-2017年：JUST EAT
- 2017-2018年：Avon Tyres
- 2018-：32Red